# ألواح موسى (رواية)
ألواح موسى (بالألمانية: Die Gesetzestafeln) رواية قصيرة للكاتب الألماني توماس مان الحاصل على جائزة نوبل في الأدب لسنة 1929، نُشرت لأول مرة سنة 1944 ضمن مشروع أدبي رعته الحكومة الأميركية في إطار الدعاية المضادة للفكر النازي، وكان بعنوان الوصايا العشر (The Ten Commandments). ترجمها للعربية صالح منصور و الصادرة عن المحروسة للنشر والمعلومات الصحفية والبحوث عام2019  ضمن سلسلة الأعمال الإنسانية.

## نبذة
تقدّم الرواية إعادة تأويل حديثة لقصة النبي موسى كما وردت في العهد القديم، مركزة على التوتر بين القانون والحرية، والوحي واللغة، والانتماء والهوية. وتُمثّل ألواح موسى امتدادًا لتوجّه توماس مان في أعماله الأخيرة نحو إعادة كتابة الأساطير الدينية والأدبية برؤية نقدية وفلسفية، كما في روايته يوسف وإخوته.
أُدرجت الرواية ضمن مشروع ثقافي أميركي بعد أن علم القائم عليه، هيرمان جورج شتاينهارت، بأن أدولف هتلر سخر ذات ليلة من فكرة "الوصايا العشر"، فرأى أن يرد على ذلك بمشروع أدبي جماعي.

## اختلافات الرواية عن القصة التوراتية
أجرى توماس مان  تعديلات تأويلية بارزة على قصة الخروج ::
الهوية الملتبسة لموسى: لا يكون موسى في الرواية ابنًا حقيقيًا لعِمرام ويوكابد، بل ثمرة علاقة بين ابنة فرعون وأحد العمال العبرانيين. هذه الخلفية المختلطة تفسر اختياره لمهمة مزدوجة.صعوبات اللغة والنطق: يعزو مان صعوبة موسى في الحديث إلى نشأته المتنقلة بين لغات مختلفة (الآرامية، المصرية، العربية المديانية)، ما يعكس شروخ الهوية في زمن النفي.إضفاء الطابع الواقعي على المعجزات: حيلة العصا والثعبان تُفسر بأنها خدعة قام بها هارون عبر حركة يد سريعة.الزوجة الكوشية: يذكر مان أن موسى اتخذ خليلة كوشية، وهو تفصيل ورد في التوراة، وفسّره أندريه نيس بتأويل جنسي ضمنيًا في دراسته عن نساء الأنبياء في الأدب الغربي.كتابة الألواح: لا يتسلم موسى الألواح من الإله، بل ينقشها بيده استنادًا إلى وحي شفوي، ويخترع أبجدية جديدة (تفترض الرواية أنها العبرية)، ثم يكتب بالدم عبر ثقب ذراعه.تحطيم الألواح: لا تسقط الألواح مصادفة، بل يحطمها موسى عمدًا في لحظة غضب رمزي على عبادة العجل الذهبي.

## دلالات وتأويلات
يرى مايكل وود في خاتمة الطبعة الإنكليزية (2010) أن مان لم يكن متحمسًا كليًا لمشروع "الوصايا العشر"، بل استغل فرصة الكتابة لتقديم تأمل نقدي في فكرة القانون والأخلاق المطلقة، من خلال شخصية موسى التي تنطق أحيانًا بأفكار لا يعتنقها المؤلف نفسه.كما أشار بعض النقاد، مثل غادة الغوري، إلى البعد الوجودي في الرواية، حيث تظهر شخصية موسى كرمز لتأسيس النص، والسلطة، والهوية في آن.